# Chase Chang
Chase Chang Zhang Jie (cinese tradizionale: 張傑; cinese semplificato: 张杰; pinyin: Zhāng Jié; Taiwan, 12 giugno 1982) è un musicista, cantante e attore taiwanese.
Attualmente è membro del gruppo mandopop taiwanese Nan Quan Mama, nel quale canta e suona la chitarra.
Chase ha recitato un breve cameo nel Drama taiwanese It Started With a Kiss, nel ruolo del fidanzato di una delle amiche di Xiangqin. Ha cantato l'assolo "Eating the Fish You Cooked" nella scena del ristorante. Ha anche recitato in un ruolo minore nel film di Jay Chou Secret, come proprietario del negozio di musica.